# NHL Stadium Series 2015

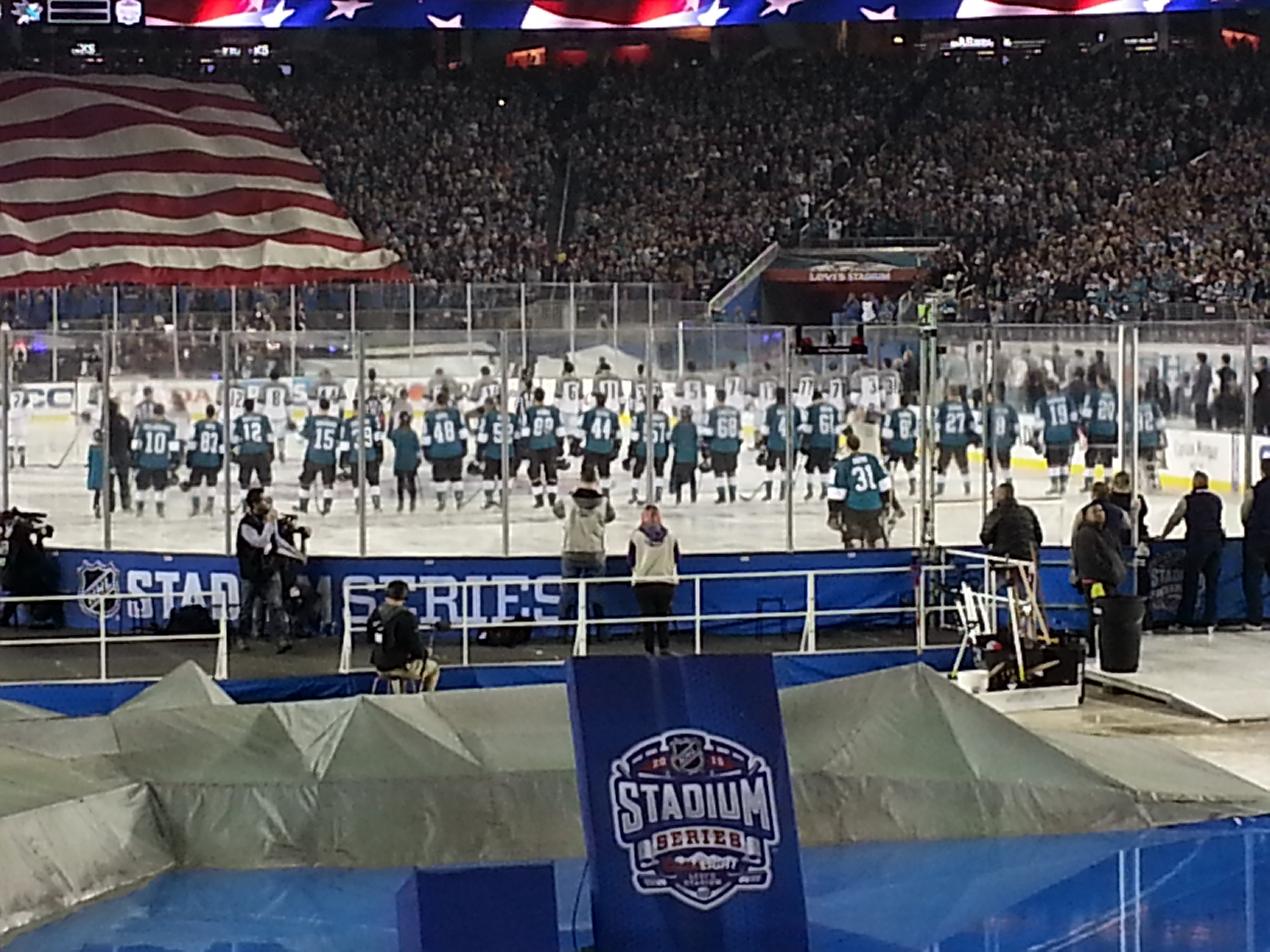
Spelarna uppställda till den amerikanska nationalsången inför matchen.

NHL Stadium Series 2015 var en endagsarrangemang i den nordamerikanska ishockeyligan National Hockey League (NHL) där säsongens tredje grundspelsmatch mellan divisionsrivalerna San Jose Sharks och Los Angeles Kings spelades på utomhusarenan Levi's Stadium i amerikanska Santa Clara, Kalifornien den 21 februari 2015. Det var första gången i NHL Stadium Series att det bara spelades en match, föregående år bestod NHL Stadium Series av fyra matcher. Kings var en av lagen som ingick och man mötte då sin lokalkonkurrent Anaheim Ducks på Dodger Stadium, som man förlorade med 3-0.
I årets match blev "hemmalaget" Sharks besegrade av Kings med 2-1 efter mål av Kyle Clifford (framspelad av Jake Muzzin) och Marián Gáborík (framspelad av Jeff Carter) medan Brent Burns, framspelad av Tommy Wingels, gjorde Sharks mål. Kings målvakt Jonathan Quick blev utnämnd till matchens spelare.

## Matchen

### Laguppställningarna
| Vänsterforwards         | Centrar           | Högerforwards   |
| ----------------------- | ----------------- | --------------- |
| Patrick Marleau         | Joe Thornton (A)  | Melker Karlsson |
| Joe Pavelski (A)        | Logan Couture     | Tommy Wingels   |
| Matt Nieto              | James Sheppard    | Tyler Kennedy   |
| Tomáš Hertl             | Andrew Desjardins | John Scott      |
| Backar                  |                   | Backar          |
| Marc-Édouard Vlasic (A) |                   | Brent Burns     |
| Brenden Dillon          |                   | Justin Braun    |
| Matt Irwin              |                   | Scott Hannan    |
|                         | Målvakter         |                 |
|                         | Antti Niemi       |                 |
|                         | Alex Stalock      |                 |
|                         | Tränare           |                 |
|                         | Todd McLellan     |                 |

| Vänsterforwards  | Centrar          | Högerforwards   |
| ---------------- | ---------------- | --------------- |
| Marián Gáborík   | Anže Kopitar (A) | Trevor Lewis    |
| Dwight King      | Jeff Carter      | Tyler Toffoli   |
| Dustin Brown (C) | Jarret Stoll     | Justin Williams |
| Kyle Clifford    | Nick Shore       | Jordan Nolan    |
| Backar           |                  | Backar          |
| Robyn Regehr     |                  | Drew Doughty    |
| Jake Muzzin      |                  | Matt Greene (A) |
| Brayden McNabb   |                  | Jamie McBain    |
|                  | Målvakter        |                 |
|                  | Jonathan Quick   |                 |
|                  | Martin Jones     |                 |
|                  | Tränare          |                 |
|                  | Darryl Sutter    |                 |

### Matchstatistik
| 883        | 21 februari 2015 | San Jose Sharks                                                                           | 1–2     | Los Angeles Kings | Levi's Stadium | |
| 7:15 (PST) | 7:15 (PST)       | Första perioden: Brent Burns (18:56) Assist: Wingels Andra perioden: — Tredje perioden: — | Rapport | Första perioden: (2:46) Kyle Clifford Assist: Muzzin Andra perioden: — Tredje perioden: (4:04) Marián Gáborík Assist: Carter | Santa Clara, Kalifornien, USA Publik: 70 205 Domare: Gord Dwyer & Dan O'Halloran Linjedomare: Steve Barton & David Brisebois | Santa Clara, Kalifornien, USA Publik: 70 205 Domare: Gord Dwyer & Dan O'Halloran Linjedomare: Steve Barton & David Brisebois |
| 7:15 (PST) | 7:15 (PST)       |                                                                                           |         | | Santa Clara, Kalifornien, USA Publik: 70 205 Domare: Gord Dwyer & Dan O'Halloran Linjedomare: Steve Barton & David Brisebois | Santa Clara, Kalifornien, USA Publik: 70 205 Domare: Gord Dwyer & Dan O'Halloran Linjedomare: Steve Barton & David Brisebois |
| 7:15 (PST) | 7:15 (PST)       |                                                                                           |         | | Santa Clara, Kalifornien, USA Publik: 70 205 Domare: Gord Dwyer & Dan O'Halloran Linjedomare: Steve Barton & David Brisebois | Santa Clara, Kalifornien, USA Publik: 70 205 Domare: Gord Dwyer & Dan O'Halloran Linjedomare: Steve Barton & David Brisebois |

|                     | San Jose Sharks | Los Angeles Kings |
| ------------------- | --------------- | ----------------- |
| Powerplay           | 0/3             | 0/2               |
| Tacklingar          | 49              | 45                |
| Vunna tekningar (%) | 52              | 48                |
| Blockerade skott    | 14              | 18                |
| Utvisningsminuter   | 4               | 6                 |

| Period | San Jose Sharks | Los Angeles Kings |
| ------ | --------------- | ----------------- |
| Första | 10              | 12                |
| Andra  | 15              | 6                 |
| Tredje | 7               | 11                |
| Totalt | 32              | 29                |

#### Utvisningar
| Spelare         | Utvisning                   | Utvisningsminuter | Tid             |
| Första perioden | Första perioden             | Första perioden   | Första perioden |
| --------------- | --------------------------- | ----------------- | --------------- |
| Brenden Dillon  | Holding (av Márian Gáborík) | 2:00              | 6:33            |
| Andra perioden  |                             |                   |                 |
| Matt Irwin      | Hakning (av Kyle Clifford)  | 2:00              | 13:06           |
| Tredje perioden |                             |                   |                 |
| —               | —                           | —                 | —               |
| Källa:          |                             |                   |                 |

| Spelare         | Utvisning                                 | Utvisningsminuter | Tid             |
| Första perioden | Första perioden                           | Första perioden   | Första perioden |
| --------------- | ----------------------------------------- | ----------------- | --------------- |
| —               | —                                         | —                 | —               |
| Andra perioden  |                                           |                   |                 |
| Robyn Regehr    | Hakning (av Joe Thornton)                 | 2:00              | 7:24            |
| Jake Muzzin     | Fördröjning av spel (Puck över plexiglas) | 2:00              | 16:03           |
| Tredje perioden |                                           |                   |                 |
| Dustin Brown    | Tripping (av Joe Thornton)                | 2:00              | 10:06           |

### Statistik

#### San Jose Sharks

##### Utespelare
| Spelare             | Mål | Assists | Poäng | +/− | Utvisningsminuter | Skott | Vunna tekningar (%) | Tacklingar | Tid på isen |
| ------------------- | --- | ------- | ----- | --- | ----------------- | ----- | ------------------- | ---------- | ----------- |
| Brent Burns         | 1   | 0       | 1     | −1  | 0                 | 6     | —                   | 4          | 24:00       |
| Tommy Wingels       | 0   | 1       | 1     | +1  | 0                 | 2     | 100%                | 11         | 17:55       |
| Justin Braun        | 0   | 0       | 0     | 0   | 0                 | 1     | —                   | 0          | 19:39       |
| Logan Couture       | 0   | 0       | 0     | +1  | 0                 | 5     | 44%                 | 3          | 21:03       |
| Andrew Desjardins   | 0   | 0       | 0     | 0   | 0                 | 0     | 60%                 | 4          | 8:32        |
| Brenden Dillon      | 0   | 0       | 0     | 0   | 2                 | 2     | —                   | 1          | 19:54       |
| Scott Hannan        | 0   | 0       | 0     | 0   | 0                 | 0     | —                   | 0          | 15:34       |
| Tomáš Hertl         | 0   | 0       | 0     | 0   | 0                 | 1     | 100%                | 4          | 14:35       |
| Matt Irwin          | 0   | 0       | 0     | 0   | 2                 | 1     | —                   | 2          | 16:23       |
| Melker Karlsson     | 0   | 0       | 0     | −1  | 0                 | 1     | 0%                  | 1          | 16:27       |
| Tyler Kennedy       | 0   | 0       | 0     | −1  | 0                 | 0     | 0%                  | 4          | 8:17        |
| Patrick Marleau     | 0   | 0       | 0     | −2  | 0                 | 2     | 0%                  | 2          | 19:52       |
| Matthew Nieto       | 0   | 0       | 0     | 0   | 0                 | 2     | —                   | 0          | 12:39       |
| Joe Pavelski        | 0   | 0       | 0     | +1  | 0                 | 4     | 53%                 | 2          | 22:38       |
| John Scott          | 0   | 0       | 0     | 0   | 0                 | 0     | —                   | 4          | 7:54        |
| James Sheppard      | 0   | 0       | 0     | 0   | 0                 | 1     | 25%                 | 4          | 11:36       |
| Joe Thornton        | 0   | 0       | 0     | −2  | 0                 | 0     | 65%                 | 1          | 20:58       |
| Marc-Édouard Vlasic | 0   | 0       | 0     | −1  | 0                 | 4     | —                   | 2          | 19:19       |
| Källa:              |     |         |       |     |                   |       |                     |            |             |

##### Målvakt
| Spelare     | Skott mot sig | Räddningar | Insläppta mål | Räddningsprocent | Utvisningsminuter | Tid på isen |
| ----------- | ------------- | ---------- | ------------- | ---------------- | ----------------- | ----------- |
| Antti Niemi | 29            | 27         | 2             | 93,1%            | 0                 | 58:45       |
| Källa:      |               |            |               |                  |                   |             |

#### Los Angeles Kings

##### Utespelare
| Spelare         | Mål | Assists | Poäng | +/− | Utvisningsminuter | Skott | Vunna tekningar (%) | Tacklingar | Tid på isen |
| --------------- | --- | ------- | ----- | --- | ----------------- | ----- | ------------------- | ---------- | ----------- |
| Kyle Clifford   | 1   | 0       | 1     | +1  | 0                 | 2     | —                   | 3          | 9:01        |
| Marián Gáborík  | 1   | 0       | 1     | +1  | 0                 | 7     | —                   | 1          | 16:05       |
| Jeff Carter     | 0   | 1       | 1     | −1  | 0                 | 0     | 40%                 | 1          | 16:13       |
| Jake Muzzin     | 0   | 1       | 1     | +1  | 2                 | 4     | —                   | 4          | 19:03       |
| Dustin Brown    | 0   | 0       | 0     | 0   | 2                 | 0     | —                   | 3          | 14:44       |
| Drew Doughty    | 0   | 0       | 0     | +1  | 0                 | 5     | —                   | 1          | 32:01       |
| Matt Greene     | 0   | 0       | 0     | 0   | 0                 | 0     | —                   | 3          | 17:03       |
| Dwight King     | 0   | 0       | 0     | −1  | 0                 | 1     | —                   | 3          | 15:49       |
| Anže Kopitar    | 0   | 0       | 0     | +2  | 0                 | 1     | 59%                 | 3          | 19:18       |
| Trevor Lewis    | 0   | 0       | 0     | 0   | 0                 | 0     | —                   | 6          | 16:03       |
| Jamie McBain    | 0   | 0       | 0     | 0   | 0                 | 1     | —                   | 0          | 11:04       |
| Brayden McNabb  | 0   | 0       | 0     | 0   | 0                 | 1     | 100%                | 2          | 13:23       |
| Jordan Nolan    | 0   | 0       | 0     | +1  | 0                 | 0     | —                   | 4          | 8:54        |
| Robyn Regehr    | 0   | 0       | 0     | 0   | 2                 | 1     | —                   | 2          | 27:37       |
| Nick Shore      | 0   | 0       | 0     | 0   | 0                 | 0     | 33%                 | 2          | 12:05       |
| Jarret Stoll    | 0   | 0       | 0     | 0   | 0                 | 2     | 50%                 | 5          | 14:58       |
| Tyler Toffoli   | 0   | 0       | 0     | 0   | 0                 | 3     | 0%                  | 2          | 15:28       |
| Justin Williams | 0   | 0       | 0     | 0   | 0                 | 1     | —                   | 0          | 15:11       |
| Källa:          |     |         |       |     |                   |       |                     |            |             |

##### Målvakt
| Spelare        | Skott mot sig | Räddningar | Insläppta mål | Räddningsprocent | Utvisningsminuter | Tid på isen |
| -------------- | ------------- | ---------- | ------------- | ---------------- | ----------------- | ----------- |
| Jonathan Quick | 32            | 31         | 1             | 96,9%            | 0                 | 60:00       |
| Källa:         |               |            |               |                  |                   |             |